# Lago de Orta
El lago de Orta (en italiano: Lago d'Orta) es un lago alpino situado al norte Italia a un lado del lago Mayor. Es uno de los lugares más tranquilos de la Llanura padana.                                           
Ha sido nombrado así desde el siglo XVI; previamente había sido conocido como Lago di San Giulio (lago de San Julio).                                                  

## Geografía
El lago de Orta es paralelo al lago Mayor y se encuentra separado de este último por el Monte Mottarone (1491 m de altitud), situado a un lado de la carretera de Domodossola en Novara. Es el más occidental de los lagos alpestres, creado por el glaciar Simplon. 
Tiene una longitud de 13 km y 1,5 km de anchura, a una altitud de 292 m (o sea 100 m más alto que el lago Mayor).

## Turismo

### La isla de San Giulio
Situada a 400 metros de la orilla en donde embarcaciones hacen viajes regulares a ésta. La isla tiene 275 m de norte a sur y 140 m de este a oeste con viejas casas medievales a las orillas del lago y coronada por los edificios del séminaire que sustituyó el castillo de los antiguos duques, destruido en 1842. 
En 957 el castillo de la isla, en el que se había atrincherado Berengario II de Ivrea, fue asediado por Litolfo, hijo del emperador Otón I del Sacro Imperio Romano Germánico. A la muerte de Litolfo, Berengario reanudó las hostilidades obligando al propio emperador a descender en Italia; mientras Berengario se fortificaba en San Leo en el ducado de Spoleto, su esposa Willa, habiendo reunido todos sus tesoros, se refugió en la isla de San Giulio, siendo estas las únicas fortalezas del reino capaces de resistir mucho tiempo. El asedio de la isla en 962 duró dos meses, tras los cuales la reina se rindió.

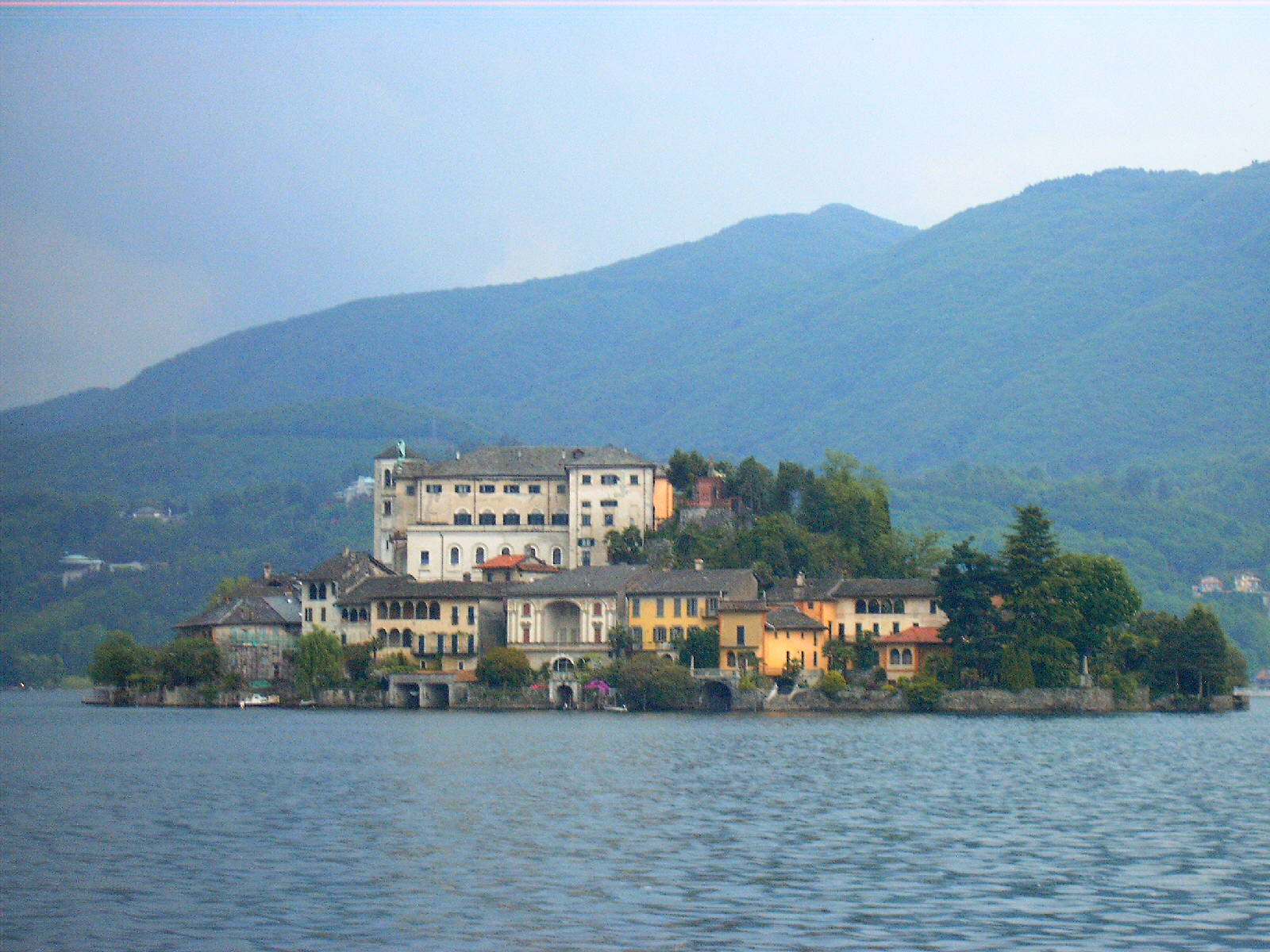
Isla de Giulio, vista desde la costa del lago de Orta.

En la cima de la isla se encuentra la basílica Sacro Monte di Orta, que fue construida a finales del siglo XVI, con una cátedra tallada, el sarcófago del duque lombardo Mimulfe.

## Villas principales
- Omegna, centro industrial y estación turística al borde del lago.
- Orta San Giulio (Orta San Giulio), pequeña ciudad medieval.